# Fiesta Nacional de la Ganadería
La Fiesta Nacional de la Ganadería de Zonas Áridas nació en 1982, como Feria del Ternero Mendocino. Con el correr de los años y debido a su notable crecimiento, se gestionó su nacionalización. Es así que en 1995 se logró institucionalizarla como Fiesta Nacional de la Ganadería de Zonas Áridas, mediante resolución otorgada por la Secretaría de Turismo de la Nación. La misma se realiza en el departamento de General Alvear a 320km. al sur de Mendoza Capital.
La fecha estipulada por el Calendario de Fiestas Nacionales es para la primera quincena de mayo. Se desarrolla en el predio ferial de la Cámara de Comercio, Industria, Agricultura y Ganadería que consta de 15 hectáreas, ubicado en Ruta Nacional 188 y Calle 7. Es la Mayor Fiesta del Oeste Argentino, a ella concurren alrededor de 60.000 visitantes que a lo largo de las cinco jornadas de su realización, participan de un variadísimo abanico de actividades.

## Dia de Campo
El Dia de Campo es el evento que da comienzo a la Fiesta Nacional de la Ganadería de Zonas Áridas comenzándose a realizar en la edición XIX del año 2000, surgiendo la idea entre sus organizadores de presentar la Fiesta a la prensa nacional, provincial y regional en una Estancia de la zona. Esta actividad se lleva a cabo aproximadamente veinte días antes del inicio de la Fiesta. 
La propuesta tanto para los periodistas como para los visitantes, tiene como objetivo compartir la experiencia de vivir un día de campo en una estancia con demostraciones de los trabajos pecuarios y la degustación de comidas y bebidas típicas durante toda una jornada.

### Lista de los últimos anfitriones
• 2010: Campo “La Mora”
• 2011: Estancia “El Ruiseñor”
• 2012: Campo de “Don Zaraza”
• 2013: Paraje “Los Pajaritos”
• 2014: Campo Zaraza
• 2015: Estancia “El Denis”
• 2016: Campo “La Mora”
• 2017: Estancia “El Ruiseñor”
• 2018: Campo de “Don Zaraza”
• 2019: Paraje “Los Pajaritos”
• 2021: Predio Fiesta de la Ganadería
• 2022: Estancia Ituzaingó

## Almuerzo Oficial
El Almuerzo oficial fue diseñado con el objetivo de tener un espacio donde entregar los premios a ganaderos de la zona distinguidos en su labor, como así también aprovechar dicho espacio para destacar sus demandas y reclamos del sector. El primero se realizó en las instalaciones del Club Banco Nación de General Alvear que por cuestiones físicas de espacio se pensó para 350 comensales. Con el pasar del tiempo y gracias a la presencia de diferentes figuras políticas y del medio, fue que el evento creció y se transformó en lo que es hoy, un almuerzo para más de 1000 personas.
La figura del evento son los tradicionales costillares. Cada año se asan entre 130 y 140 en las instalaciones del predio, a lo que se suman más de 600 kg. de carne, acompañados de más de 5 mil empanadas y ensaladas.

## La Peña de la fiesta
La peña de la Fiesta Nacional de la Ganadería es un evento que realiza cada año la Cámara Joven con la finalidad de brindar un festejo tradicional con comidas típicas y música folclórica. En cada edición más de 3 mil personas visitan la icónica carpa blanca del predio, para disfrutar de los exquisitos pasteles fritos, de un buen asado o vinos típicos mendocinos. Los puestos de comida son alquilados a productores de comida local que con diferentes menús agasajan a los visitantes. Se desarrolla durante las 5 jornadas que dura la celebración y culmina el día sábado con "la fiesta de la fiesta" que se extiende desde las 1:30 a las 5:30hs..

## Embajadoras
La designación de la Embajadora Nacional de la Ganadería de Zonas Áridas no es un concurso de belleza. Para participar las postulantes deben demostrar capacidades que las destacan en oratoria, danza, conocimientos generales relacionados con la actividad ganadera y pensamientos sobre el rol de la mujer en la sociedad actual. Además, presentar un proyecto socio-comunitario. De la misma participan representantes de distintos departamentos de la provincia de Mendoza, que son elegidas meses antes en el marco de la Fiesta Departamental de la Vendimia de cada comuna.
Entre 1990 y 2018 fueron elegidas bajo la denominación de Reinas y Virreinas Nacionales de la Ganadería, término que fue modificado a partir de la edición 2019.

### Reinas Nacionales de la Ganadería
| Año  | Reina                     | Departamento   | Virreina               | Departamento  |
| ---- | ------------------------- | -------------- | ---------------------- | ------------- |
| 1990 | Stella Montoya            | General Alvear |                        |               |
| 1991 | Maria Claudia Juiz        | San Rafael     |                        |               |
| 1992 | Maria Belen Martinez      | General Alvear |                        |               |
| 1993 | Maria Gabriela Gurruchaga | San Rafael     |                        |               |
| 1994 | Maria Jimena Lemos        | Lujan de Cuyo  |                        |               |
| 1995 | Jaqueline Buhjachuk       | General Alvear |                        |               |
| 1996 | Silvia Pelaez             | General Alvear |                        |               |
| 1997 | Carina Claudia Guerrero   | Rivadavia      |                        |               |
| 1998 | Maria Venegas             | Malargue       |                        |               |
| 1999 | Jorgelina Cucatto         | General Alvear |                        |               |
| 2000 | Cecilia Garcia            | Malargue       | Celia Estavilla        | Santa Rosa    |
| 2001 | Yanina Vilchez            | General Alvear | Lorena Rios            | La Paz        |
| 2002 | Maria Mercedes Magallanes | Santa Rosa     | Verónica Rubio         | Malargue      |
| 2003 | Marylin Fernandez         | La Paz         |                        |               |
| 2004 | Sabrina Daniela Rios      | San Rafael     | Pamela Victoria Mena   | Lavalle       |
| 2005 | Estefania Fernandez       | Lujan de Cuyo  | Maria Alicia Perez     | Malargüe      |
| 2006 | Samira Dellatorre         | La Paz         | Erika Lourdes Caselles | Lavalle       |
| 2007 | Jesica Avila              | General Alvear | Jimena Belen Silva     | Lavalle       |
| 2008 | Maria de los Angeles Paez | San Carlos     | Barbara Martinez       | San Rafael    |
| 2009 | Johana Natali Beleda      | San Carlos     | Maria Sol Sulia        | Malargüe      |
| 2010 | Melisa Anconetani         | Lavalle        | Marisa Gomez           | La Paz        |
| 2011 | Yesica Chiconi            | San Carlos     | Maria Laura Martin     | Lujan de Cuyo |
| 2012 | Carla Pinto               | La Paz         | Melisa Giolo           | Lujan de Cuyo |
| 2013 | Magali Esposito           | San Rafael     | Andrea Otaño           | Santa Rosa    |
| 2014 | Rocio Perazzoli           | San Carlos     | Fiorella Barahona      | San Rafael    |
| 2015 | Marina Bugarin Maroa      | General Alvear | Celeste Quiroga        | Malargüe      |
| 2016 | Antonella Negri           | La Paz         | Valentina Longo        | San Rafael    |
| 2017 | Anabel Gonzalez           | Santa Rosa     | Marina Pozo            | Lujan de Cuyo |
| 2018 | Karen Cornejo             | Lujan de Cuyo  | Maria Agustina Tala    | San Rafael    |

### Embajadoras Nacionales de la Ganadería
| Año  | Embajadora   | Departamento |
| ---- | ------------ | ------------ |
| 2019 | Daiana Lopez | Santa Rosa   |
| 2020 | Sofia Kairuz | Santa Rosa   |